# Neuss
Neuss (grafie alternativă, mai veche, Neuß) este un oraș din landul Renania de Nord-Westfalia, Germania.
Neuss are statut administrativ de district urban, este deci un oraș-district (în germană kreisfreie Stadt). A nu se confunda cu districtul rural Rhein-Kreis Neuss.

## Personalități născute aici
- Theodor Schwann (1810 - 1882), fiziolog, histolog, citolog;
- Thomas Rupprath (n. 1977), înotător.